# 平北抗日根据地旧址
平北抗日根据地旧址，位于中国河北省张家口市大海陀乡大海陀村，为张家口市赤城县的一个省级文物保护单位，类型为近现代文物，公布时间为2001年2月7日。
平北抗日根据地旧址的历史年代为1937—1945年。